# Thanville
Ne doit pas être confondu avec Thonville.
Thanville est un hameau belge de l'ancienne commune de Pondrôme, situé dans la commune de Beauraing.